# غلوزة مشهد (مقاطعة دهلران)
غلوزة مشهد (بالفارسية: گلوزه مشهد) هي مستوطنة تقع في قسم سيد ناصرالدين الريفي (مقاطعة دهلران) في إيران. يقدر عدد سكانها بـ 324 نسمة .